# Dan Caine
John Daniel "Razin" Caine (nacido el 10 de agosto de 1968) es un general de la Fuerza Aérea estadounidense e inversor de capital de riesgo que actualmente ocupa el cargo de 22.º jefe del Estado Mayor Conjunto. Se desempeñó como director asociado de asuntos militares en la Agencia Central de Inteligencia (CIA) de 2021 a 2024.
Caine se graduó del Instituto Militar de Virginia en 1990. Poco después, fue comisionado y desempeñó diversos cargos en la Fuerza Aérea, principalmente como piloto de F-16. En 2025, Caine acumulaba 2800 horas de vuelo y había servido dos misiones en la guerra de Irak. Fue subcomandante general del Comando Conjunto de Operaciones Especiales de 2016 a 2018, subcomandante general del grupo de operaciones especiales de la Operación Resolución Inherente de 2018 a 2019 y director de programas de acceso especial en la Oficina del Subsecretario de Defensa para Adquisiciones y Sostenimiento de 2019 a 2021. Se jubiló en 2024.
En febrero de 2025, el presidente Donald Trump destituyó a Charles Q. Brown Jr. como jefe del Estado Mayor Conjunto y nombró a Caine como su candidato para reemplazarlo. Caine fue confirmado por el Senado de Estados Unidos en abril. Es el primer jefe del Estado Mayor Conjunto que nunca ha servido con el rango de general de cuatro estrellas o almirante antes de ser nominado, y el primero en ser nominado estando retirado.